# Realtà romanzesca (film 1969)
Realtà romanzesca è un film documentario del 1969 diretto da Gianni Proia. Appartiene al filone dei Mondo movie.